# Barbara Nedeljáková
Barbara Nedeljáková (* 16. května 1979 Banská Bystrica, ČSSR) je herečka a režisérka česko-slovenského původu. Její otec Pavel Nedeljak byl synem známeho profesora Františka Nedeljaka který byl zakladatelem katedry biologie na VŠP v Banské Bystrici a také nositelem mnoha vyznamenaní. Její matka Helena Beštáková byla učitelka chemie a matematiky a později vychovatelka v Domově mládeže právě tady Nedeljakova načerpala inspiraci k jejímu filmu Ztracen který byl natočen podle skutečné události. Nedeljaková kromě herectví vystudovala design šperku se zaměřením na kovorytectví. Barbara Nedeljaková hrála různé vedlejší postavy ve známých filmech jako Doom nebo Rytíři ze Šanghaje. Hlavní zlom v kariéře nastal, když dostala jednu z hlavních rolí ve filmu Hostel, kde si zahrála postavu jménem Natália. Po účinkování ve filmu Hostel se přestěhovala do Los Angeles. Je členkou Screen Actors Guild.
Měří 172 cm a váží 56 kg.

## Filmografie
- 2001 – Věrní abonenti
- 2001 – Černí Andělé
- 2003 – Rytíři ze Šanghaje
- 2005 – Hostel
- 2005 – Doom
- 2007 – Hostel II
- 2010 – Pimp
- 2010 – Ashes
- 2011 – Children of the Corn: Genesis
- 2011 – Isle of Dogs
- 2011 – The Hike
- 2012 – Whispers
- 2013 – Crossing Lines
- 2013 – The Winner
- 2014 – Hell' s Kitty
- 2015 – Just One Drink
- 2016 – DaZe: Vol. Too – NonSeNse
- 2017 – Ztracen
- 2018 – Sky Sharks